# Aaron Brown (Mathematiker)
Aaron Winslow Brown ist ein US-amerikanischer Mathematiker.
Aaron Brown studierte am Oberlin College mit dem Bachelor-Abschluss 2004 und wurde 2011 an der Tufts University bei Boris Hasselblatt promoviert (Rigid measures on the Torus). Als Post-Doktorand war er an der Pennsylvania State University und 2014 bis 2017 Dickson Instructor an der University of Chicago, an der er 2017 Assistant Professor wurde. 2019 wurde er Associate Professor an der Northwestern University.
Brown befasst sich mit hyperbolischer Dynamik, nicht-uniformer Hyperbolizität und glatter Ergodentheorie, speziell der Wirkung großer Gruppen und damit verbundenen Starrheitsphänomenen auf Gittern. Ihm gelang der Beweis der Zimmer-Vermutung für verschiedene Spezialfälle. Darunter mit Sebastian Hurtado für die Wirkung kokompakter Gitter in den speziellen linearen, orthogonalen und symplektischen Matrixgruppen über den reellen Zahlen und mit Hurtado und David Fisher für die spezielle lineare Gruppe über den ganzen Zahlen und deren Untergruppen von endlichem Index.
2022 erhielt er mit Sebastian Hurtado den New Horizons in Mathematics Prize für ihre Arbeiten zur Zimmer-Vermutung. Er ist eingeladener Sprecher auf dem Internationalen Mathematikerkongress  2022 (Lattices subgroups acting on manifolds).

## Schriften (Auswahl)
- Nonexpanding attractors: conjugacy to algebraic models and classification in 3-manifolds, Journal of Modern Dynamics, Band 4, 2010, S. 517–548. Arxiv
- Smooth stabilizers for measures on the torus, Discrete Contin. Dyn. Syst., Band 35, 2015, S. 43–58. Arxiv
- mit Bruce M. Boghosian, Jonas Lätt, Hui Tang, Luis M. Fazendeiro, Peter V. Coveney: Unstable periodic orbits in the Lorenz attractor, Philosophical Transactions of the Royal Society A, Band 369, 2011, S. 2345–2353.
- Constraints on dynamics preserving certain hyperbolic sets, Ergodic Theory and Dynamical Systems, Band 31, 2011, S. 719–739. Arxiv
- mit Federico Rodriguez Hertz: Measure rigidity for random dynamics on surfaces and related skew products, J. Amer. Math. Soc., Band 30, 2017, S. 1055–1132. Arxiv
- mit Federico Rodriguez Hertz, Zhiren Wang: Global smooth and topological rigidity of hyperbolic lattice actions, Annals of Mathematics (2), Band 186, 2017, S. 913–972. Arxiv
- mit David Fisher, Sebastian Hurtado: Zimmer's conjecture: Subexponential growth, measure rigidity, and strong property (T), Arxiv 2016[3]
- mit David Fisher, Sebastian Hurtado: Zimmer's conjecture for actions of SL(m,Z), Inventiones Mathematicae, 2020, S. 1–60, Arxiv 2017
- mit David Fisher, Sebastian Hurtado: Zimmer's conjecture for non-uniform lattices and escape of mass, Arxiv 2021